# Vuelta a España 1996
La 51.ª edición de la Vuelta a España se disputó del 7 al 29 de septiembre de 1996 entre las localidades de Valencia y Madrid, con un recorrido de 22 etapas y 3898 km, que el vencedor recorrió a una velocidad media de 39,986 km/h.
Tony Rominger regresó a la carrera que le hizo grande años atrás tras ganar el Giro de Italia 1995. En frente, el equipo ONCE, con Laurent Jalabert, ganador del año anterior, y Alex Zülle al frente. Miguel Induráin, cinco veces ganador del Tour de Francia, llegaba para ganar la única Gran Vuelta que le quedaba por ganar, después de fracasar en su intento de ganar el sexto Tour de Francia consecutivo.
Los primeros días de competición transcurrieron tranquilos para los favoritos, con multitud de llegadas al sprint. El maillot amarillo fue pasando entre varios sprinters a causa de las bonificaciones en metas volantes y línea de llegada.
La primera contrarreloj, de 46 kilómetros, en la 10.ª etapa, fue el primer duelo entre los candidatos al triunfo final. Rominger se llevó el triunfo de etapa, con Zülle a solo 2 segundos e Induráin a 27. El resto de corredores finalizaron muy distanciados. Sin embargo, en la clasificación general la situación era distinta, pues Rominger se encontraba ya bastante distanciado de Zülle e Induráin. Jalabert permanecía cerca de ellos, en tercera posición.
La 12.ª etapa, con final en el Alto del Naranco, supuso el primer golpe contra Miguel Induráin, el cual perdió un minuto respecto a Zülle y se situaba a más de dos en la general, en tercer lugar. Zülle y Jalabert pasaban a comandar la carrera con relativa tranquilidad.
Al día siguiente, en la etapa de los Lagos de Covadonga, Induráin se retiraba ante la sorpresa generalizada del público, cuando marchaba retrasado por detrás del líder de la carrera. La Vuelta quedaba en manos del equipo ONCE. El tercer clasificado, Laurent Dufaux, se encontraba a más de cinco minutos de Zülle.
La única etapa pirenaica, con final en la Estación de Cerler, solo sirvió para que la ONCE demostrara su superioridad. Sin embargo, en la 19.ª etapa, Jalabert perdió muchos minutos a causa de una contaminación alimenticia cuasada por una supuesta ingesta de un arroz con leche, el cual además de afectarle a él, le afectó al resto de su equipo excepto al líder Alex Zülle, a quien no le gustaba este plato. Esto provocó que el líder se quedara sin gregarios y fuera ayudado de forma sospechosa por varios equipos cuando Laurent Dufaux en esta etapa iba fugado con cierta ventaja. Al final, perdería poco más de un minuto y acabaría Zülle venciendo en la general.
La contrarreloj disputada en la 21.ª etapa hizo que Rominger alcanzara su segundo triunfo de etapa y la 3.ª posición en la general.
Finalmente, la Vuelta vio un podio totalmente suizo, con el triunfo de Alex Zülle, la segunda posición de Laurent Dufaux y la tercera plaza de Tony Rominger, el cual también se adjudicó la clasificación de la montaña. Esta fue la peor vuelta de la historia para los ciclista españoles al ser la primera ocasión en la que no lograron ninguna victoria de etapa, siendo el primero en la general final Fernando Escartín en el puesto décimo.

## Etapas
| Etapa | Fecha            | Recorrido                                        | km         | Ganador                | Líder            |
| 1.ª   | 7 de septiembre  | Valencia - Valencia                              | 162        | Biagio Conte           | Biagio Conte     |
| 2.ª   | 8 de septiembre  | Valencia - Cuenca                                | 210        | Nicola Minali          | Biagio Conte     |
| 3.ª   | 9 de septiembre  | Cuenca - Albacete                                | 167        | Laurent Jalabert       | Laurent Jalabert |
| 4.ª   | 10 de septiembre | Albacete - Murcia                                | 166,5      | Tom Steels             | Laurent Jalabert |
| 5.ª   | 11 de septiembre | Murcia - Almería                                 | 208        | Jeroen Blijlevens      | Laurent Jalabert |
| 6.ª   | 12 de septiembre | Almería - Málaga                                 | 196,5      | Fabio Baldato          | Fabio Baldato    |
| 7.ª   | 13 de septiembre | Málaga - Marbella                                | 171        | Fabio Baldato          | Fabio Baldato    |
| 8.ª   | 14 de septiembre | Marbella - Jerez de la Frontera                  | 220        | Nicola Minali          | Fabio Baldato    |
| 9.ª   | 15 de septiembre | Jerez de la Frontera - Córdoba                   | 203,5      | Nicola Minali          | Fabio Baldato    |
| 10.ª  | 17 de septiembre | El Tiemblo - Ávila                               | 46,5 (CRI) | Tony Rominger          | Alex Zülle       |
| 11.ª  | 18 de septiembre | Ávila - Salamanca                                | 188        | Marco Antonio Di Renzo | Alex Zülle       |
| 12.ª  | 19 de septiembre | Benavente - Alto del Naranco                     | 188        | Daniele Nardello       | Alex Zülle       |
| 13.ª  | 20 de septiembre | Oviedo - Lagos de Covadonga                      | 159        | Laurent Jalabert       | Alex Zülle       |
| 14.ª  | 21 de septiembre | Cangas de Onís - Parque de Cabárceno             | 202,5      | Biagio Conte           | Alex Zülle       |
| 15.ª  | 22 de septiembre | Cabárceno - Alto Cruz de la Demanda (Ezcaray)    | 220        | Alex Zülle             | Alex Zülle       |
| 16.ª  | 23 de septiembre | Logroño - Sabiñánigo                             | 221        | Nicola Minali          | Alex Zülle       |
| 17.ª  | 24 de septiembre | Sabiñánigo - Cerler/Ampriu                       | 165,5      | Oliverio Rincón        | Alex Zülle       |
| 18.ª  | 25 de septiembre | Benasque - Zaragoza                              | 219,5      | Dimitri Konyshev       | Alex Zülle       |
| 19.ª  | 26 de septiembre | Getafe - Ávila                                   | 217        | Laurent Dufaux         | Alex Zülle       |
| 20.ª  | 27 de septiembre | Ávila - Palazuelos de Eresma (Destilerías Dyc)   | 209,5      | Gianni Bugno           | Alex Zülle       |
| 21.ª  | 28 de septiembre | Segovia - Palazuelos de Eresma (Destilerías Dyc) | 43 (CRI)   | Tony Rominger          | Alex Zülle       |
| 22.ª  | 29 de septiembre | Madrid - Madrid                                  | 157,5      | Tom Steels             | Alex Zülle       |

## Equipos participantes
| Equipo         | Jefe de filas             |
| ONCE           | Laurent Jalabert          |
| AKI-Gipièmme   | Dimitri Konyshev          |
| Banesto        | Miguel Induráin           |
| Cantina Tollo  | Stefano Dante             |
| Euskadi        | Igor González de Galdeano |
| Gewiss-Playbus | Vladislav Bobrik          |
| Kelme Artiach  | Fernando Escartín         |
| Lotus Festina  | Laurent Dufaux            |
| Maia - Jumbo   | Manuel Abreu Campos       |
| Mapei          | Tony Rominger             |

| Equipo              | Jefe de filas        |
| MG - Technogym      | Gianni Bugno         |
| Motorola            | Bobby Julich         |
| MX Onda - Eurosport | Marcel Wüst          |
| Petit Casino        | Armand de Las Cuevas |
| Team Polti          | Davide Rebellin      |
| Saeco               | Francesco Casagrande |
| Santa Clara         | Romes Gainetdinov    |
| Scrigno             | Davide Casarotto     |
| Telekom             | Michael Andersson    |
| TVM                 | Maarten Den Bakker   |

## Clasificaciones
| \| 1. \| Alex Zülle \| Suiza \| ONC \| 97h 31' 46" \| \| \| 2. \| Laurent Dufaux \| Suiza \| FES \| + 6' 23" \| \| \| 3. \| Tony Rominger \| Suiza \| MAP \| + 8' 29" \| \| \| 4. \| Roberto Pistore \| Italia \| MGT \| + 10' 13" \| \| \| 5. \| Stefano Faustini \| Italia \| AKI \| + 11' 21" \| \| \| 6. \| Georg Totschnig \| Austria \| POL \| + 11' 33" \| \| \| 7. \| Davide Rebellin \| Italia \| POL \| + 13' 16" \| \| \| 8. \| Andrea Perón \| Italia \| MOT \| + 14' 46" \| \| \| 9. \| Bobby Julich \| Estados Unidos \| MOT \| + 15' 10" \| \| \| 10. \| Fernando Escartín \| España \| KEL \| + 18' 36" \| \| |                   |                |     |             |  |
| 1. | Alex Zülle        | Suiza          | ONC | 97h 31' 46" |  |
| 2. | Laurent Dufaux    | Suiza          | FES | + 6' 23"    |  |
| 3. | Tony Rominger     | Suiza          | MAP | + 8' 29"    |  |
| 4. | Roberto Pistore   | Italia         | MGT | + 10' 13"   |  |
| 5. | Stefano Faustini  | Italia         | AKI | + 11' 21"   |  |
| 6. | Georg Totschnig   | Austria        | POL | + 11' 33"   |  |
| 7. | Davide Rebellin   | Italia         | POL | + 13' 16"   |  |
| 8. | Andrea Perón      | Italia         | MOT | + 14' 46"   |  |
| 9. | Bobby Julich      | Estados Unidos | MOT | + 15' 10"   |  |
| 10. | Fernando Escartín | España         | KEL | + 18' 36"   |  |

| \| 1. \| Laurent Jalabert \| Francia \| ONC \| 237 puntos \| \| 2. \| Nicola Minali \| Italia \| GEW \| 163 puntos \| \| 3. \| Tom Steels \| Bélgica \| MAP \| 142 puntos \| |                  |         |     |            |
| 1. | Laurent Jalabert | Francia | ONC | 237 puntos |
| 2. | Nicola Minali    | Italia  | GEW | 163 puntos |
| 3. | Tom Steels       | Bélgica | MAP | 142 puntos |

| \| 1. \| Tony Rominger \| Suiza \| MAP \| 177 puntos \| \| 2. \| Laurent Jalabert \| Francia \| ONC \| 120 puntos \| \| 3. \| Dimitri Konyshev \| Rusia \| AKI \| 107 puntos \| |                  |         |     |            |
| 1. | Tony Rominger    | Suiza   | MAP | 177 puntos |
| 2. | Laurent Jalabert | Francia | ONC | 120 puntos |
| 3. | Dimitri Konyshev | Rusia   | AKI | 107 puntos |

| \| 1. \| Jürgen Werner \| Alemania \| TEL \| 50 puntos \| |               |          |     |           |
| 1.                                                        | Jürgen Werner | Alemania | TEL | 50 puntos |

| \| 1. \| Team Polti \| Italia \| POL \| 293h 10' 54" \| |            |        |     |              |
| 1.                                                      | Team Polti | Italia | POL | 293h 10' 54" |

## Banda sonora
TVE cubrió esta prueba escogiendo como banda sonora la canción "Morena", cantada por Ana Obregón y Ramón García.
- Datos: Q528378